# Liste der Monuments historiques in Aubepierre-Ozouer-le-Repos
Die Liste der Monuments historiques in Aubepierre-Ozouer-le-Repos führt die Monuments historiques in der französischen Gemeinde Aubepierre-Ozouer-le-Repos auf.

## Liste der Bauwerke
| Bezeichnung             | Beschreibung | Standort               | Kennzeichnung | Schutzstatus | Datum | Bild           |
| ----------------------- | ------------ | ---------------------- | ------------- | ------------ | ----- | -------------- |
| Borne fleurdelysée n°27 |              | (Lage)                 | PA00086797    | Classé       | 1964  |                |
| Kirche St-Aubin         |              | Ozouer-le-Repos (Lage) | PA00086798    | Inscrit      | 1987  | weitere Bilder |
| Kirche St-Christophe    |              | Aubepierre (Lage)      | PA00086799    | Inscrit      | 1987  | weitere Bilder |

## Liste der Objekte

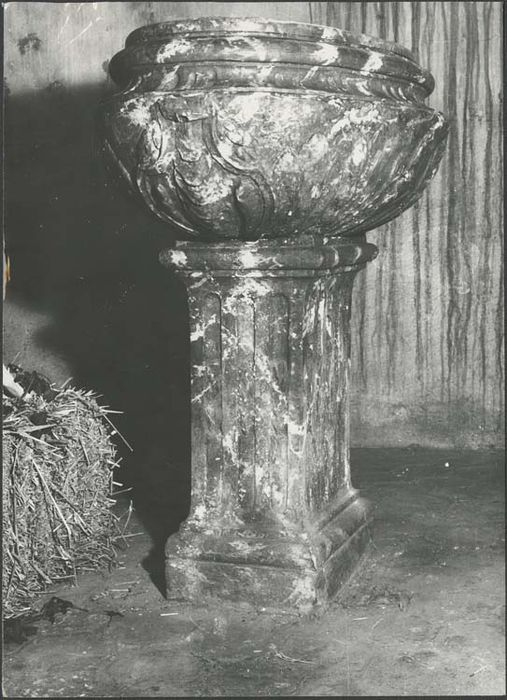
Taufbecken aus dem 18. Jahrhundert in der Kirche St-Christophe

- Monuments historiques (Objekte) in Aubepierre-Ozouer-le-Repos in der Base Palissy des französischen Kultusministeriums

Siehe auch: Jesus inmitten der Kinder des Dorfes (Aubepierre) und Taufbecken St-Christophe (Aubepierre)